# Cratere Callirhoe
Callirhoe  è un cratere sulla superficie di Venere. È dedicato alla pittrice e scultrice greca Calliroe (in greco antico: Καλλιῤῥόη?; c. 600 e.a.). 